# Otto Braun

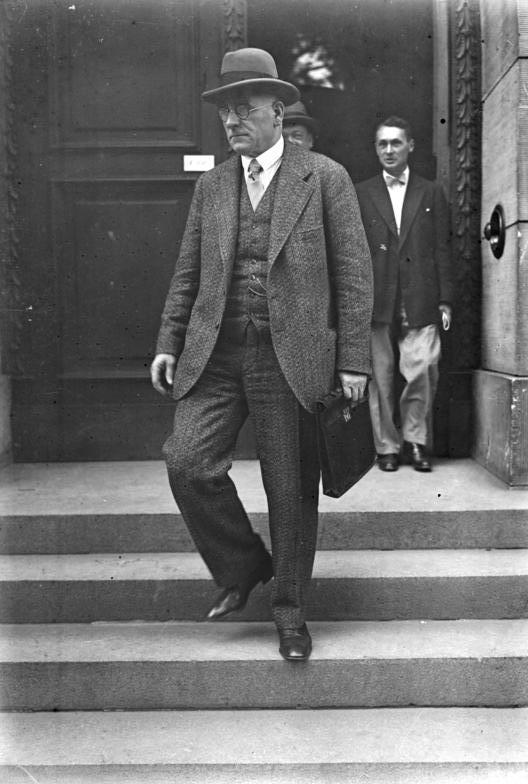
Otto Braun was de Pruisische minister-president tijdens de Weimarrepubliek

Otto Braun (Koningsbergen, 28 januari 1872 – Locarno, 15 december 1955), was een Duits sociaaldemocratisch politicus.
Na zijn middelbare school was hij werkzaam als arbeider. In 1888 sloot hij zich aan bij de Sozialdemokratische Partei Deutschlands (SPD). In 1892 zat hij twee maanden gevangen wegens majesteitsschennis. Na zijn vrijlating was hij redacteur van de Volkstribune. Van 1902 tot 1920 was hij gemeenteraadslid in Koningsbergen en sinds 1911 lid van het partijbestuur van de SPD. Van 1913 tot 1919 was Braun lid van de Pruisische Landdag. Tijdens de Eerste Wereldoorlog steunde hij de SPD standpunt van de "Godsvrede" met de burgerlijke regering.
Na de Novemberrevolutie 1918 was Braun lid van de Arbeiders- en Soldatenraad van Groot-Berlijn, lid van de Nationale Vergadering van Weimar en tevens minister in de Pruisische regering (tot 1919).
Van 1920 tot 1932 was Braun - met korte onderbrekingen - minister-president van Pruisen en leidde hij de stabiele SPD-Zentrum-DDP-coalitie. Pruisen was in zijn tijd het democratisch bolwerk van de Weimarrepubliek. Zijn regering werd in 1932 door de conservatieve rijksregering van Franz von Papen ten val gebracht: nadat zijn coalitie na verkiezingen geen meerderheid in de Landdag had installeerde von Papen een rijkscommissaris die de dienst in Pruisen uitmaakte.
Op 4 mei 1933 vluchtte hij voor de nazi's naar Zwitserland. Met Wilhelm Dittmann (sociaaldemocraat) en Joseph Wirth (katholieke Zentrumspartei) vormde hij een Duits democratisch comité in ballingschap. Na de Tweede Wereldoorlog was hij nog korte tijd politiek actief.
Rudolf Eduard Julius Gierke · Franz August Eichmann · Otto Theodor von Manteuffel (a.i.) · Ferdinand von Westphalen (a.i.) · Karl Otto von Manteuffel · Erdmann III von Pückler · Heinrich von Itzenplitz · Werner von Selchow · Otto von Königsmarck · Heinrich Achenbach · Rudolf Friedenthal · Robert von Lucius von Ballhausen · Wilhelm von Heyden-Cadow · Ernst von Hammerstein-Loxten · Viktor von Podbielski · Theobald von Bethmann Hollweg · Bernd von Arnim-Criewen · Clemens von Schorlemer-Lieser · Paul von Eisenhart-Rothe · Otto Braun · Adolf Hofer · Otto Braun · Hermann Warmbold · Hugo Wendorff · Heinrich Steiger · Walter Darré
Adolf Heinrich von Arnim-Boitzenburg · Ludolf Camphausen · Rudolf von Auerswald · Ernst von Pfuel · Friedrich Wilhelm von Brandenburg · Adalbert von Ladenberg (a.i.) · Otto Theodor von Manteuffel · Karel Anton van Hohenzollern-Sigmaringen · Adolf zu Hohenlohe-Ingelfingen (a.i.) · Otto von Bismarck · Albrecht von Roon · Otto von Bismarck · Leo von Caprivi · Botho zu Eulenburg · Chlodwig zu Hohenlohe-Schillingsfürst · Bernhard von Bülow · Theobald von Bethmann Hollweg · Georg Michaelis · Georg von Hertling · Max van Baden · Paul Hirsch · Heinrich Ströbel · Paul Hirsch · Otto Braun · Adam Stegerwald · Otto Braun · Wilhelm Marx · Otto Braun · Hermann Göring
- Gemeinsame Normdatei: 118514636
- Historisch woordenboek van Zwitserland: 027967
- International Standard Name Identifier: 0000 0001 0962 7406
- Library of Congress Control Number: no92027495
- Nationale Bibliotheek van Tsjechië: jo2017971278
- Nationale Bibliotheek van Israël: 987007259072905171
- Nationale Bibliotheek van Polen: a0000001731714
- Nederlandse Thesaurus van Auteursnamen: 117594091
- SNAC: w6d86vbd
- Système universitaire de documentation: 081021895
- Virtual International Authority File: 30328026
- WorldCat: E39PBJjxpKPMBbCPJdG8QWhbVC